# Archytas vernalis
Archytas vernalis là một loài ruồi trong họ Tachinidae.